# (936) Kunigunde
(936) Kunigunde – planetoida z pasa głównego asteroid.

## Odkrycie i nazwa
Została odkryta 8 września 1920 roku w Landessternwarte Heidelberg-Königstuhl w Heidelbergu przez Karla Reinmutha. Nazwa pochodzi od imienia żeńskiego. Przed jej nadaniem planetoida nosiła oznaczenie tymczasowe (936) 1920 HN.

## Orbita
(936) Kunigunde okrąża Słońce w ciągu 5 lat i 196 dni w średniej odległości 3,13 au. Należy do planetoid z rodziny Themis.